# عباس محمد البياتي
عباس بياتلي  أو عباس محمد نوري بيات أوغلو أو عباس محمد نوري البياتي هو سياسي عراقي تركماني، يشغل منصب نائب رئيس الحركة القومية التركمانية في العراق.
أكمل دراسته الثانوية عام 1980، وتخرج من كلية الزراعة في جامعة الموصل عام1986. وهو من سكنة محافظة كركوك.
أعلن عن ترشحه لمنصب رئيس جمهورية العراق في أيلول 2018.